# Aleiodes bakeri
Aleiodes bakeri är en stekelart som först beskrevs av Charles Thomas Brues 1912.  Aleiodes bakeri ingår i släktet Aleiodes och familjen bracksteklar. Inga underarter finns listade i Catalogue of Life.